# Angleterre-Nouvelle-Zélande en rugby à XV
Cet article présente l'historique des confrontations entre l'équipe d'Angleterre et l'équipe de Nouvelle-Zélande en rugby à XV. Les deux équipes se sont affrontées à 45 reprises, dont trois fois en Coupe du monde. Les Néo-Zélandais ont remporté 36 victoires contre 8 pour les Anglais et deux matchs nuls.

## Historique

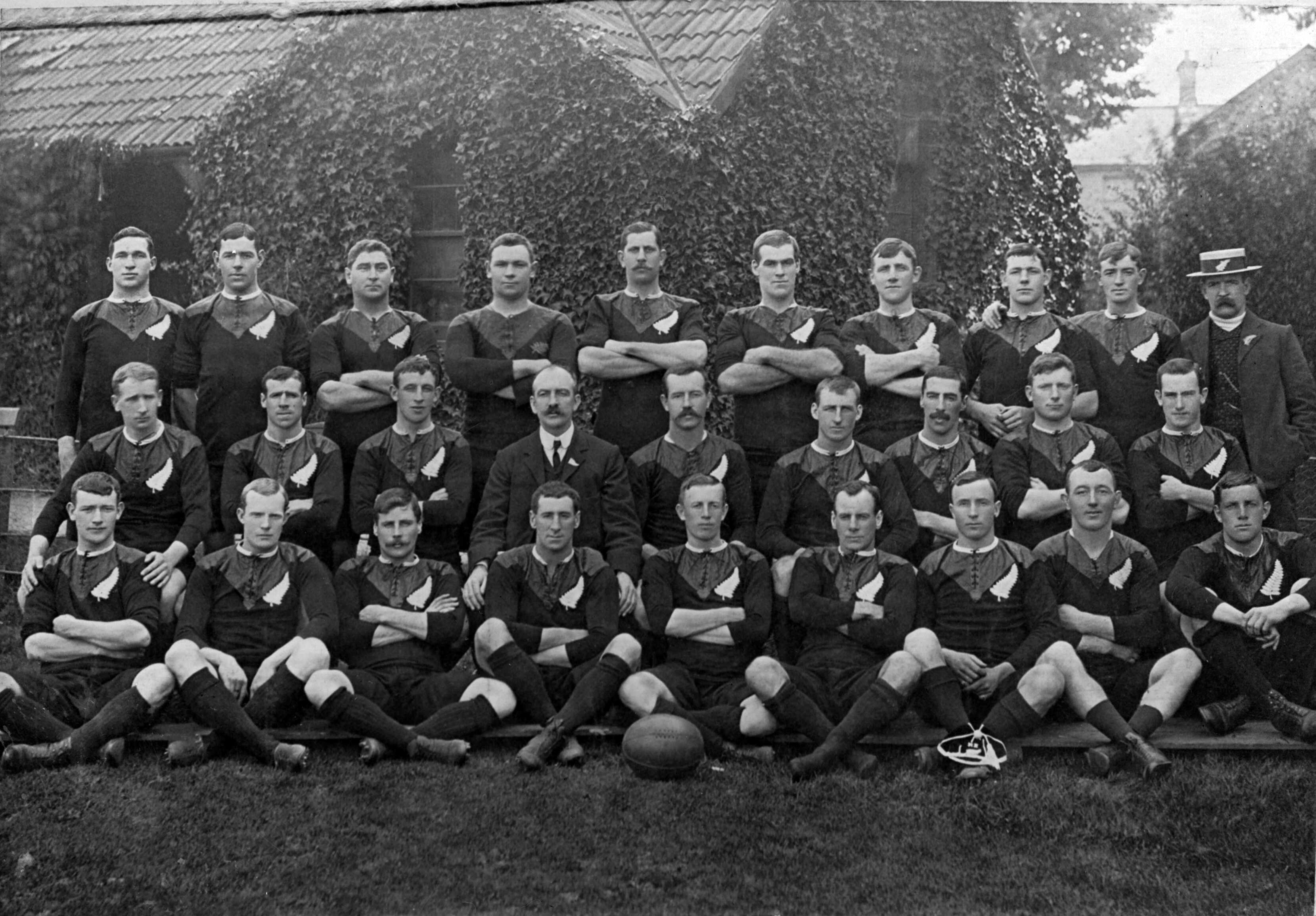
Les Originals, premiers All Blacks.

Avant la Seconde Guerre mondiale, il fallait deux mois de bateau pour se déplacer de Nouvelle-Zélande en Angleterre. Les rencontres n'étaient pas aussi fréquentes que dans les années 1990 ou 2000.
Une équipe représentant la Nouvelle-Zélande fait une tournée en Grande-Bretagne en 1905, elle est appelée les Originals. Le terme All Blacks est utilisé pour la première fois à cette occasion. La tournée est un succès pour les Originals qui ne perdent qu’une fois contre le pays de Galles à Cardiff, par 3 à 0. La victoire des Gallois est contestée en Nouvelle-Zélande, un essai néo-zélandais qui a été refusé aurait conduit à un match nul 3 partout.
Ce n'est qu’en 1924 que les All Blacks reviennent en Europe. L’équipe est alors appelée les Invincibles, car elle réussit l’exploit de remporter tous les matchs de sa tournée. Les All Blacks font une longue tournée de septembre 1935 à janvier 1936 qui les amène successivement dans les îles Britanniques puis au Canada. Ils subissent la première défaite en test match contre l’Angleterre. Le prince russe Alexander Obolensky a contribué au succès des Anglais en marquant deux essais, l'un en débordement le long de la touche, l'autre mémorable appelé la diagonale du prince.

## Tableau des confrontations
Voici la liste des confrontations entre ces deux équipes :
| No | Date              | Lieu                                             | Match                         | Score   | Compétition                  |
| -- | ----------------- | ------------------------------------------------ | ----------------------------- | ------- | ---------------------------- |
| 1  | 2 décembre 1905   | Stade de Twickenham, Londres, Angleterre         | Angleterre – Nouvelle-Zélande | 0 – 15  | Test match                   |
| 2  | 3 janvier 1925    | Stade de Twickenham, Londres, Angleterre         | Angleterre – Nouvelle-Zélande | 11 – 17 | Test match                   |
| 3  | 4 janvier 1936    | Stade de Twickenham, Londres, Angleterre         | Angleterre – Nouvelle-Zélande | 13 – 0  | Test match                   |
| 4  | 30 janvier 1954   | Stade de Twickenham, Londres, Angleterre         | Angleterre – Nouvelle-Zélande | 0 – 5   | Test match                   |
| 5  | 25 mai 1963       | Auckland, Nouvelle-Zélande                       | Nouvelle-Zélande – Angleterre | 21 – 11 | Test match                   |
| 6  | 1er juin 1963     | Christchurch, Nouvelle-Zélande                   | Nouvelle-Zélande – Angleterre | 9 – 6   | Test match                   |
| 7  | 4 janvier 1964    | Stade de Twickenham, Londres, Angleterre         | Angleterre – Nouvelle-Zélande | 0 – 14  | Test match                   |
| 8  | 4 novembre 1967   | Stade de Twickenham, Londres, Angleterre         | Angleterre – Nouvelle-Zélande | 11 – 23 | Test match                   |
| 9  | 6 janvier 1973    | Stade de Twickenham, Londres, Angleterre         | Angleterre – Nouvelle-Zélande | 0 – 9   | Test match                   |
| 10 | 15 septembre 1973 | Auckland, Nouvelle-Zélande                       | Nouvelle-Zélande – Angleterre | 10 – 16 | Test match                   |
| 11 | 25 novembre 1978  | Stade de Twickenham, Londres, Angleterre         | Angleterre – Nouvelle-Zélande | 6 – 16  | Test match                   |
| 12 | 24 novembre 1979  | Stade de Twickenham, Londres, Angleterre         | Angleterre – Nouvelle-Zélande | 9 – 10  | Test match                   |
| 13 | 19 novembre 1983  | Stade de Twickenham, Londres, Angleterre         | Angleterre – Nouvelle-Zélande | 15 – 9  | Test match                   |
| 14 | 1er juin 1985     | Christchurch, Nouvelle-Zélande                   | Nouvelle-Zélande – Angleterre | 18 – 13 | Test match                   |
| 15 | 8 juin 1985       | Wellington, Nouvelle-Zélande                     | Nouvelle-Zélande – Angleterre | 42 – 15 | Test match                   |
| 16 | 3 octobre 1991    | Stade de Twickenham, Londres, Angleterre         | Nouvelle-Zélande – Angleterre | 18 – 12 | Coupe du monde (poule B)     |
| 17 | 27 novembre 1993  | Stade de Twickenham, Londres, Angleterre         | Angleterre – Nouvelle-Zélande | 15 – 9  | Test match                   |
| 18 | 18 juin 1995      | Newlands Stadium, Le Cap, Afrique du Sud         | Nouvelle-Zélande – Angleterre | 45 – 29 | Coupe du monde (demi-finale) |
| 19 | 22 novembre 1997  | Manchester, Angleterre                           | Angleterre – Nouvelle-Zélande | 8 – 25  | Test match                   |
| 20 | 6 décembre 1997   | Stade de Twickenham, Londres, Angleterre         | Angleterre – Nouvelle-Zélande | 26 – 26 | Test match                   |
| 21 | 20 juin 1998      | Dunedin, Nouvelle-Zélande                        | Nouvelle-Zélande – Angleterre | 64 – 22 | Test match                   |
| 22 | 27 juin 1998      | Auckland, Nouvelle-Zélande                       | Nouvelle-Zélande – Angleterre | 40 – 10 | Test match                   |
| 23 | 9 octobre 1999    | Stade de Twickenham, Londres, Angleterre         | Nouvelle-Zélande – Angleterre | 30 – 16 | Coupe du monde (poule A)     |
| 24 | 9 novembre 2002   | Stade de Twickenham, Londres, Angleterre         | Angleterre – Nouvelle-Zélande | 31 – 28 | Test match                   |
| 25 | 14 juin 2003      | Wellington, Nouvelle-Zélande                     | Nouvelle-Zélande – Angleterre | 13 – 15 | Test match                   |
| 26 | 12 juin 2004      | Dunedin, Nouvelle-Zélande                        | Nouvelle-Zélande – Angleterre | 36 – 3  | Test match                   |
| 27 | 19 juin 2004      | Auckland, Nouvelle-Zélande                       | Nouvelle-Zélande – Angleterre | 36 – 12 | Test match                   |
| 28 | 19 novembre 2005  | Stade de Twickenham, Londres, Angleterre         | Angleterre – Nouvelle-Zélande | 19 – 23 | Test match                   |
| 29 | 5 novembre 2006   | Stade de Twickenham, Londres, Angleterre         | Angleterre – Nouvelle-Zélande | 20 – 41 | Test match                   |
| 30 | 14 juin 2008      | Auckland, Nouvelle-Zélande                       | Nouvelle-Zélande – Angleterre | 37 – 20 | Test match                   |
| 31 | 21 juin 2008      | Christchurch, Nouvelle-Zélande                   | Nouvelle-Zélande – Angleterre | 44 – 12 | Test match                   |
| 32 | 29 novembre 2008  | Stade de Twickenham, Londres, Angleterre         | Angleterre – Nouvelle-Zélande | 6 – 32  | Test match                   |
| 33 | 21 novembre 2009  | Stade de Twickenham, Londres, Angleterre         | Angleterre – Nouvelle-Zélande | 6 – 19  | Test match                   |
| 34 | 6 novembre 2010   | Stade de Twickenham, Londres, Angleterre         | Angleterre – Nouvelle-Zélande | 16 – 26 | Test match                   |
| 35 | 1er décembre 2012 | Stade de Twickenham, Londres, Angleterre         | Angleterre – Nouvelle-Zélande | 38 – 21 | Test match                   |
| 36 | 16 novembre 2013  | Stade de Twickenham, Londres, Angleterre         | Angleterre – Nouvelle-Zélande | 22 – 30 | Test match                   |
| 37 | 7 juin 2014       | Auckland, Nouvelle-Zélande                       | Nouvelle-Zélande – Angleterre | 20 – 15 | Test match                   |
| 38 | 14 juin 2014      | Forsyth Barr Stadium, Dunedin, Nouvelle-Zélande  | Nouvelle-Zélande – Angleterre | 28 – 27 | Test match                   |
| 39 | 21 juin 2014      | Waikato Stadium, Hamilton, Nouvelle-Zélande      | Nouvelle-Zélande – Angleterre | 36 – 13 | Test match                   |
| 40 | 8 novembre 2014   | Stade de Twickenham, Londres, Angleterre         | Angleterre – Nouvelle-Zélande | 21 – 24 | Test match                   |
| 41 | 10 novembre 2018  | Stade de Twickenham, Londres, Angleterre         | Angleterre – Nouvelle-Zélande | 15 – 16 | Test match                   |
| 42 | 26 octobre 2019   | Stade international de Yokohama, Yokohama, Japon | Nouvelle-Zélande – Angleterre | 7 – 19  | Coupe du monde (demi-finale) |
| 43 | 19 novembre 2022  | Stade de Twickenham, Londres, Angleterre         | Angleterre – Nouvelle-Zélande | 25 – 25 | Test match                   |
| 44 | 6 juillet 2024    | Forsyth Barr Stadium, Dunedin, Nouvelle-Zélande  | Nouvelle-Zélande – Angleterre | 16 – 15 | Test match                   |
| 45 | 13 juillet 2024   | Eden Park, Auckland, Nouvelle-Zélande            | Nouvelle-Zélande – Angleterre | 24 – 17 | Test match                   |
| 46 | 2 novembre 2024   | Stade de Twickenham, Londres, Angleterre         | Angleterre – Nouvelle-Zélande | 22 – 24 | Test match                   |

## Statistiques
Après la rencontre de novembre 2014, la Nouvelle-Zélande compte 32 victoires lors des 40 rencontres disputées, contre 7 défaites et un nul (dans ce dernier match, les Blacks marquent deux essais contre trois aux Anglais). La plus grande série de victoires des All Blacks est de neuf, entre juin 2004 à Dunedin, victoire 36 à 3, et novembre 2010, victoire 26 à 16 à Twickenham, les Anglais mettant un terme à cette série en décembre 2012 en s'imposant 38 à 21. Les Anglais parviennent une seule fois à remporter deux rencontres consécutives, en novembre 2002 puis juin de l'année suivante.
Les deux équipes s'affrontent à quatre reprises dans le cadre d'une Coupe du monde, trois rencontres remportées par les All Blacks : 18 à 12 en phase de poule de l'édition de 1991, puis 45 à 29 en demi-finale de l'édition de 1995, et 30 à 16 lors de celle de 1999 contre la demi-finale remportée 19-7 par les Anglais en 2019.
La Nouvelle-Zélande domine la plupart des statistiques : elle devance l'Angleterre pour le nombre de points, 969 contre 560, d'essais, 117 contre 52, de transformations, 80 contre 32, de pénalités, 88 contre 80, les Anglais étant en tête pour le nombre de drops avec 7 contre 5. 
La Nouvelle-Zélande réalise le meilleur total de points sur une rencontre, 64 lors de la victoire 64 à 22 en juin 1998 à Dunedin, rencontre qui constitue également le plus grand écart entre les deux équipes avec 42 points. L'Angleterre réalise son meilleur total de points en décembre 2012 lors d'une victoire 38 à 21. L'écart de 17 points en faveur des Anglais est la plus grosse marge réalisée par ces derniers. Le nombre de neuf essais inscrit lors de la rencontre de Dunedin en 1998 est le record pour la Nouvelle-Zélande, le record anglais étant établi en 1995 lors de la demi-finale perdue.
Les statistiques des joueurs sont également dominées par des joueurs portant le maillot noir. Dan Carter est le meilleur réalisateur avec 178 points contre 53 à l'Anglais Jonny Wilkinson. Il est également l'auteur de la meilleure performance sur une rencontre avec 26 points, lors de la victoire 41 à 20 à Twickenham en novembre 2006. Chez les Anglais, la meilleure performance est réalisée par Wilkinson avec 21 points lors de la victoire 31 à 28 de novembre 2002. Carter domine également la statistique des transformations (28), de pénalités (34), les Anglais Owen Farrell totalisant 5 transformations et Wilkinson 12 pénalités. Wilkinson et Rob Andrew sont en tête de la statistique du drop avec deux réussites.
En réussissant trois essais lors du dernier match de la tournée des Anglais en juin 2014, Julian Savea porte son nombre d'essais face à cet adversaire à huit, rejoignant Jonah Lomu, le meilleur total chez ses derniers étant de deux, réalisés par plusieurs joueurs, dont Alexander Obolensky, Robert Lloyd, Rory Underwood  et Will Carling qui réalisent cette performance lors d'une même rencontre. Chez les All Blacks, la meilleure performance sur une rencontre est l'œuvre de Duncan McGregor en 1995 et Jonah Lomu lors de la demi-finale de la Coupe du monde 1995 avec quatre essais.